# حكومة جورجيا (ولاية أمريكية)

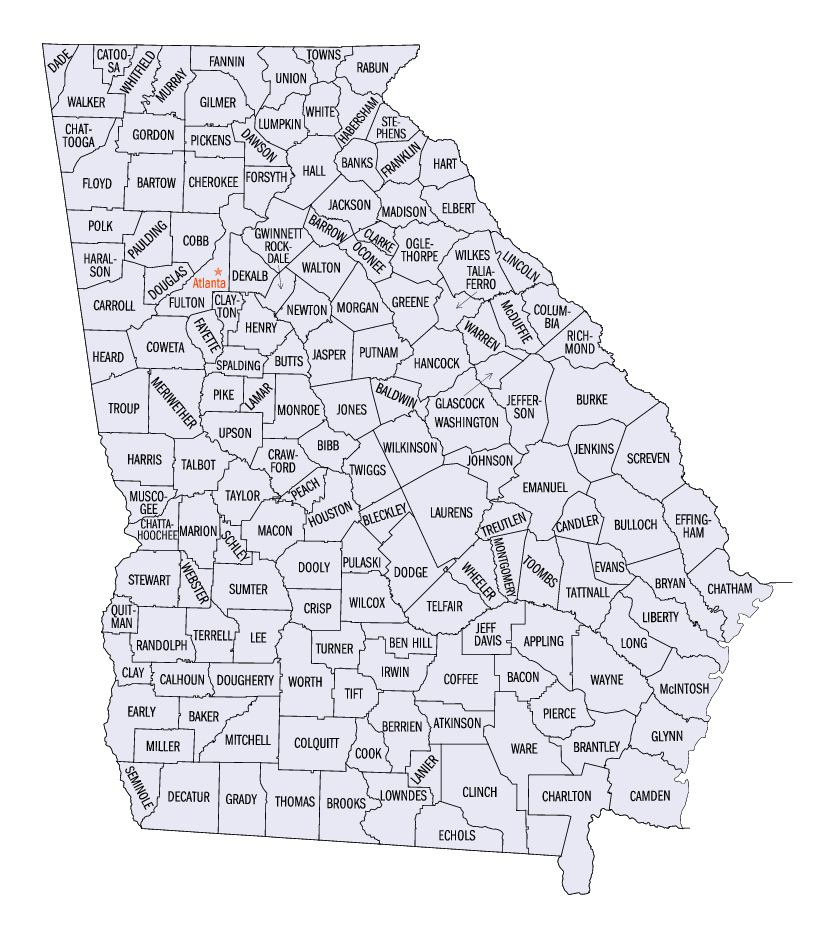
Map of Georgia counties

قالب:Infobox political system

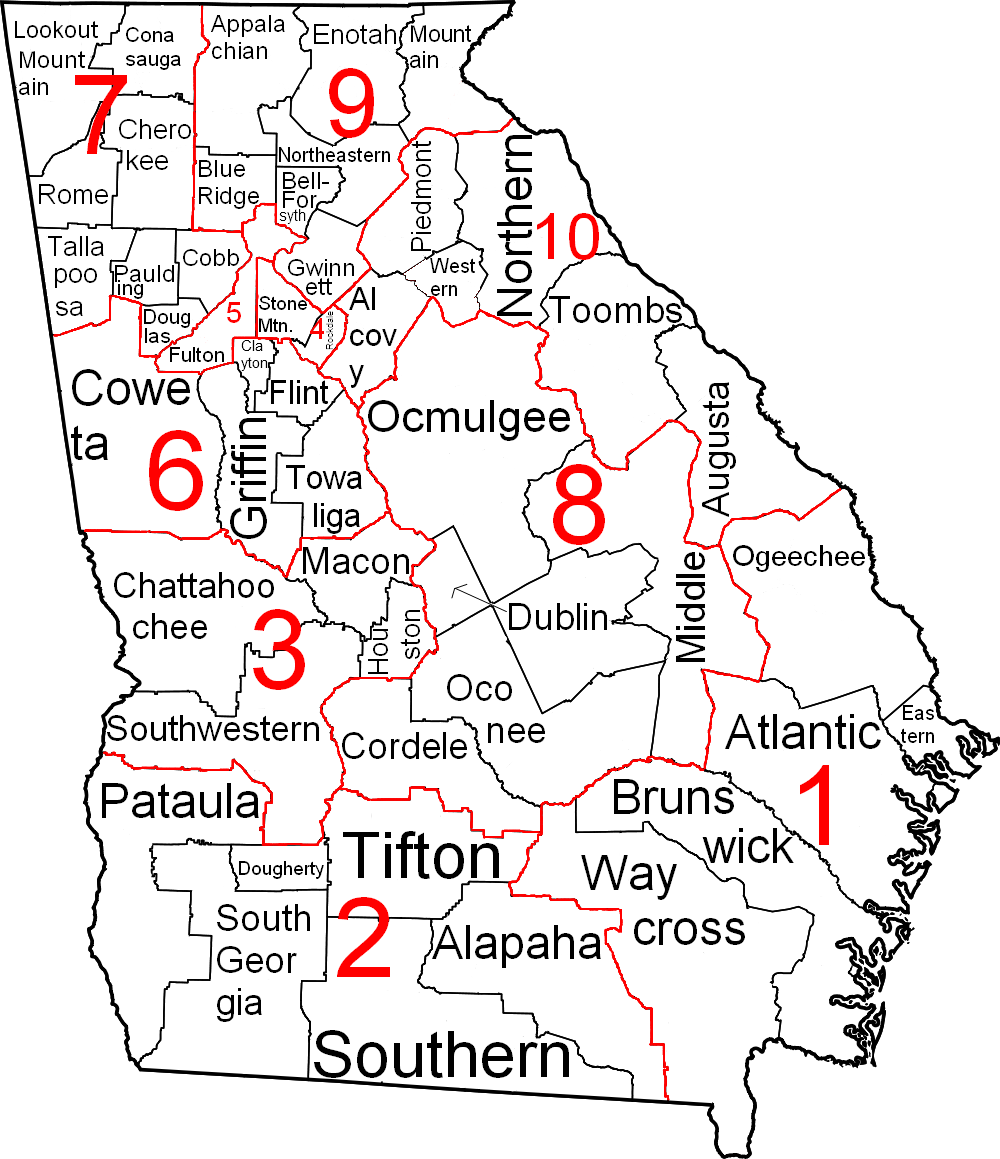
خريطة جورجيا الخاصة بالمناطق والدوائر القضائية

حكومة ولاية جورجيا هي هيئة حكومية أمريكية وضعها دستور ولاية جورجيا. وهي عبارة عن شكل جمهوري للحكم يتألف من ثلاثة فروع: السلطة التشريعية والسلطة التنفيذية والسلطة القضائية. يتمتع كل فرع من هذه الفروع ببعض الصلاحيات التي تمكنه من العمل بمفرده، وبعض الصلاحيات التي تمكنه من تنظيم الفرعين الآخرين، وله بعض الصلاحيات الخاصة به، والتي ينظمها بدوره فروع أخرى وذلك من خلال نظام فصل السلطات أو "الضوابط والتوازنات". يقع مقر حكومة جورجيا في مدينة أتلانتا.

## المسؤولون المنتخبون
المسؤولون المنتخبون الحاليون على مستوى الولاية هم:
- برايان كيمب، حاكم جورجيا
- بيرت جونز، نائب حاكم جورجيا
- كريستوفر إم. كار، النائب العام لجورجيا
- براد رافنسبرجر، وزير خارجية جورجيابراد رافنسبرجر، وزير خارجية جورجيا
- ريتشارد وودز، مراقب المدارس في ولاية جورجيا
- جون إف كينغ، مفوض التأمين في جورجيا
- تايلر هاربر، مفوض الزراعة في جورجيا
- مارك بتلر، مفوض العمل في جورجيا
- بوبا ماكدونالد، لجنة الخدمة العامة في جورجيا 
المنطقة 4
- تيم إيكولز، لجنة الخدمة العامة في جورجيا 
المنطقة 2
- فيتز جونسون، لجنة الخدمة العامة في جورجيا
المنطقة 3
- تريشيا بريدمور، لجنة الخدمة العامة بجورجيا 
المنطقة 5
- جيسون شو، لجنة الخدمة العامة بجورجيا 
المنطقة 1

## الروابط الخارجية
- جورجيا الحكومية
- الجمعية العامة لجورجيا
- المحكمة العليا في جورجيا
- ملف تعريف المستلم في ولاية جورجيا على USAspending.gov